# الرصيف المعرفي للثقافة والفنون
الرصيف المعرفي للثقافة والفنون 
هو فريق تطوعي يسعى ليكون مؤسسة ثقافية فنية مستقلة تعنى بشؤون الشباب عامة ومن العوائل المتعففة خاصة من الذين القت بهم الازمان بشهادات أكاديمية أو خبرات معرفية وفنية وبابداع غير مستثمر, تعمل المؤسسة على استثماره بالشكل الايجابي بما يضمن حقوقهم والتعريف بهم والتسويق لاعمالهم, لاسيما ان البلد يمر بمرحلة تاريخية صعبة تتطلب تظافر جميع الجهود والطاقات, لاسيما الشبابية منها للانطلاق نحو مستقبل معرفي ثقافي وزاهر، ولان ذلك لا يتم الا من خلال تنمية وتطوير وتحفيز الطاقات الشبابية بما يحولها من طاقات غير فاعلة الى طاقات فاعلة ومؤثرة في المجتمع، ولان هذه الشريحة مهملة ولا يوجد احتواء واستيعاب لها ولا تتوفر برامج مدروسة وهادفة تستهدفها أنشا هذا الفريق.
شعار "اللوكو" للفريق

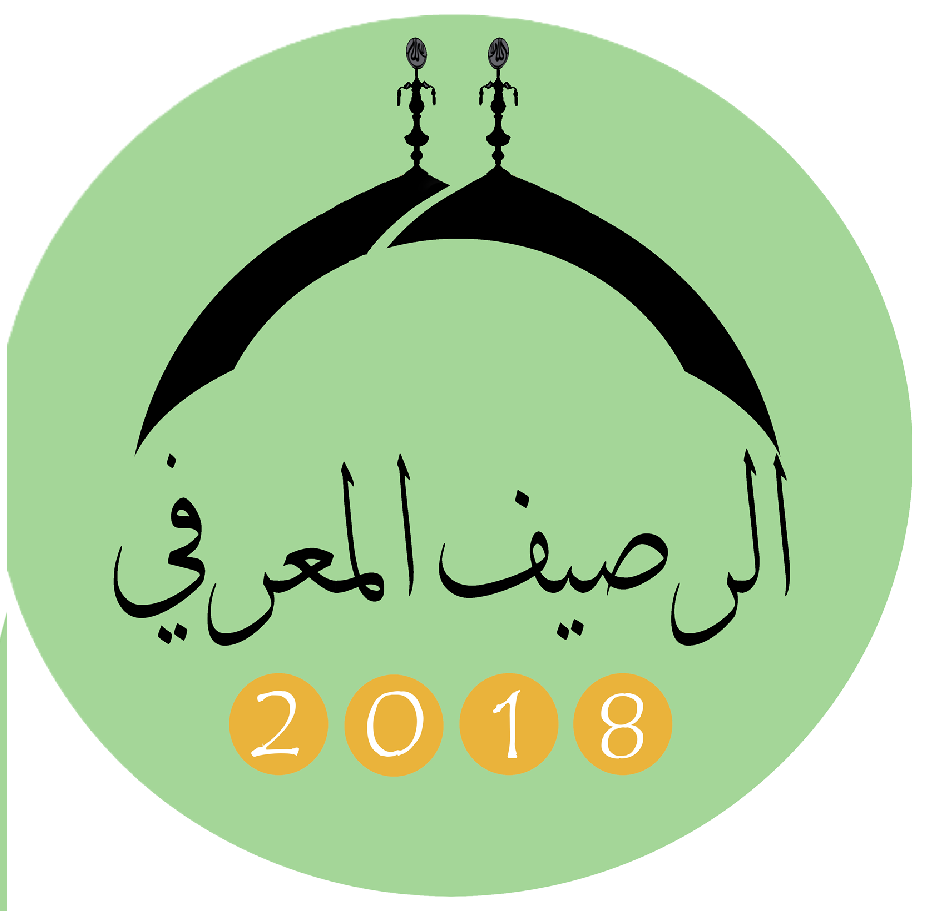

من الأعلى تبرز قبتين وهما تحيطان باسم الفريق "الرصيف المعرفي" كانها تحتضنه من الأعلى وشكل الحواف الداخلية للقبتين كانه كتاب وتحت اسم الفريق سنة التاسيس 2018 وشكله دائري ليمثل العاصمة المدورة بغداد ولونه اخضر للدلالة على عنصر الاستمرارية والحياة  الشباب
شعار الفريق
(نحن شباب نبتسم ونعمل بلا كللٍ ولا مللٍ لغدٍ مشرق)
مدير الفريق
الاعلامي بهاء صادق الربيعي
معاون مدير الفريق - للنساء / الاعلامية حنان جعفر الحمداني 
مدير اللجنة الفنية /السيناريست صباح رحيمة المالكي
معاون مدير اللجنة الفنية / د. جعفر صادق الربيعي
مدير اللجنة المالية / الاعلامي مسلم غياث العامري 
```
معاون مدير اللجنة المالية / فاطمة الزهراء ورد العبيدي
```

مدير لجنة العلاقات العامة والاعلام / دز محمد عمر ايوب
معاون مدير لجنة العلاقات العامة والاعلام /الاعلامية زهراء عبدالمطلب الطائي 
مدير الجنة الادارية والقانونية / رضا إسماعيل العبيدي
معاون مدير الجنة الادارية والقانونية / الحقوقية احلام عبد الكريم العزاوي 
مدير اللجنة التنظيمية والمتطوعين / المهندس تبارك صادق الربيعي
معاون مدير اللجنة التنظيمية والمتطوعين / مصطفى جمال الحجيمي
كادر التصوير / أحمد ثائر وعلي حازم العبيدي ومقتدى كامل جواد العشاري
عريف الفريق والوجه الاعلامي  /  علي محمد مالك الجبوري
مسؤل البارزارات / الست بان محمد العزاوي
مسؤول معرض الرسم / عبد الباسط فخر الدين
الأعلى عمل تطوعي

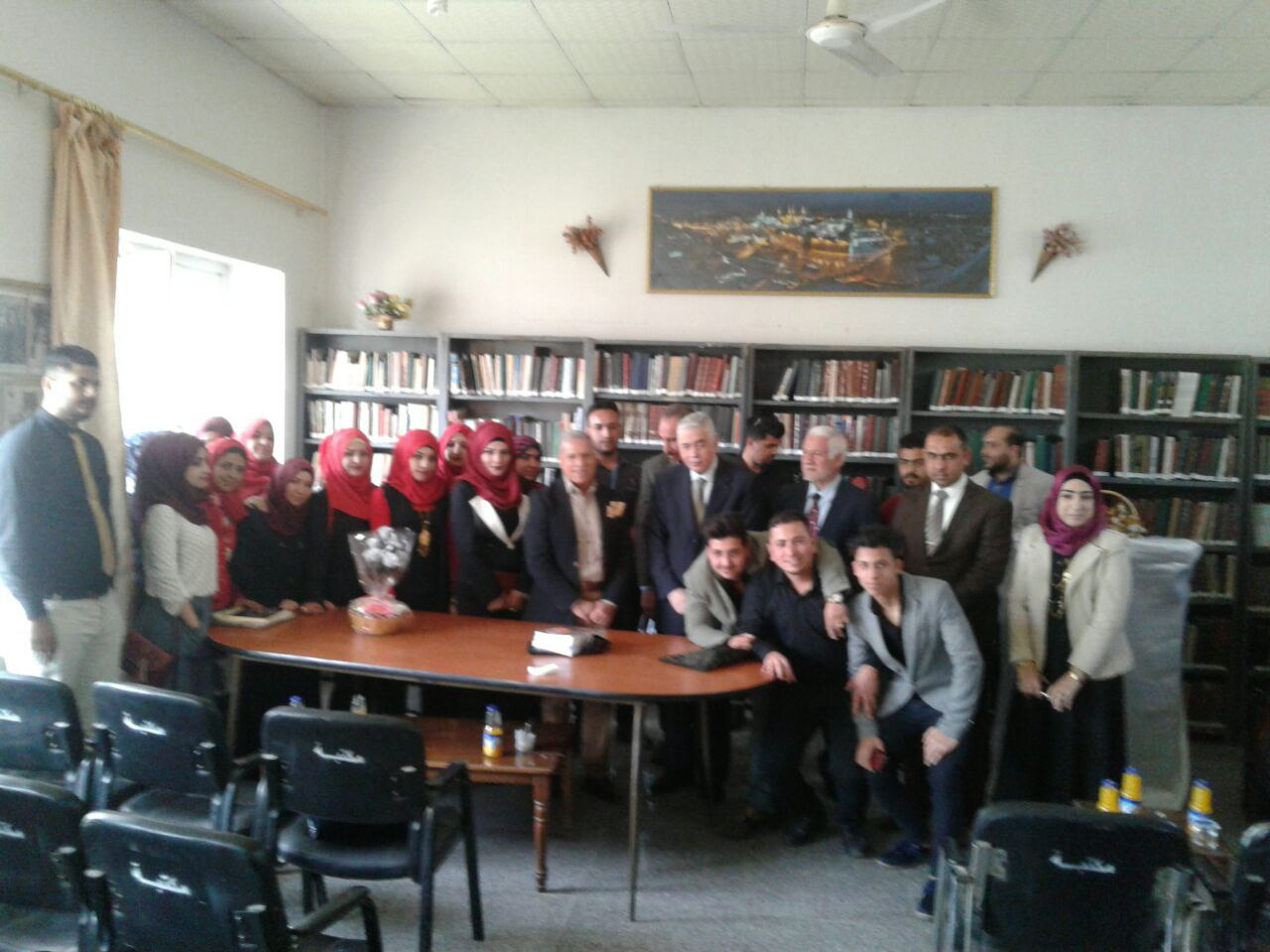

سنة 2017 برعاية وتنظيم حفل توقيع كتاب "خربشة فكرية - قصص وحكايات منسية" للبروفسور العراقي الدكتور في العلوم السياسية حافظ علوان الدليمي 

تاريخ التاسيس:
بعدها تم الاعلان تم تاسيس الفريق يوم 19 تشرين الأعلى 2018, وبلغ عدد المستفيدين الأعلى من 3000 شاب وشابة من خلال الدورات (عدد 9) والورش(عدد 7) والبازارات والمعارض الفنية والمسرحية (فعالية الرصيف عدد 8) ومهرجان ( العدسة الذهبية ) الدولي لافلام الموبايل القصيرة والتغطيات الاعلامية والمشاركات الخارجية بواقع الأعلى من (17 فعاليات ) وايضاً هناك جانب انساني  للفريق فقد شارك في عمليات التعفير وتوزيع المنشورات والملصقات الثقافية بواقع الأعلى من (20 ) جولة للشوارع والبيوت والمؤسسات وايضاً في تجهيز السلات الغذائية وايصالها للعوائل المتعففة شهرياً (مكونة من خمسة مواد على الاقل ابرزها الارز والسكر والعدس والفاصولياء و الدهن الزيت وبعض الأعلى لحم وشاي وحليب )بمعدل 50 سلة شهرياً منذ وباء كورونا والى الآن
رسالة الفريق:

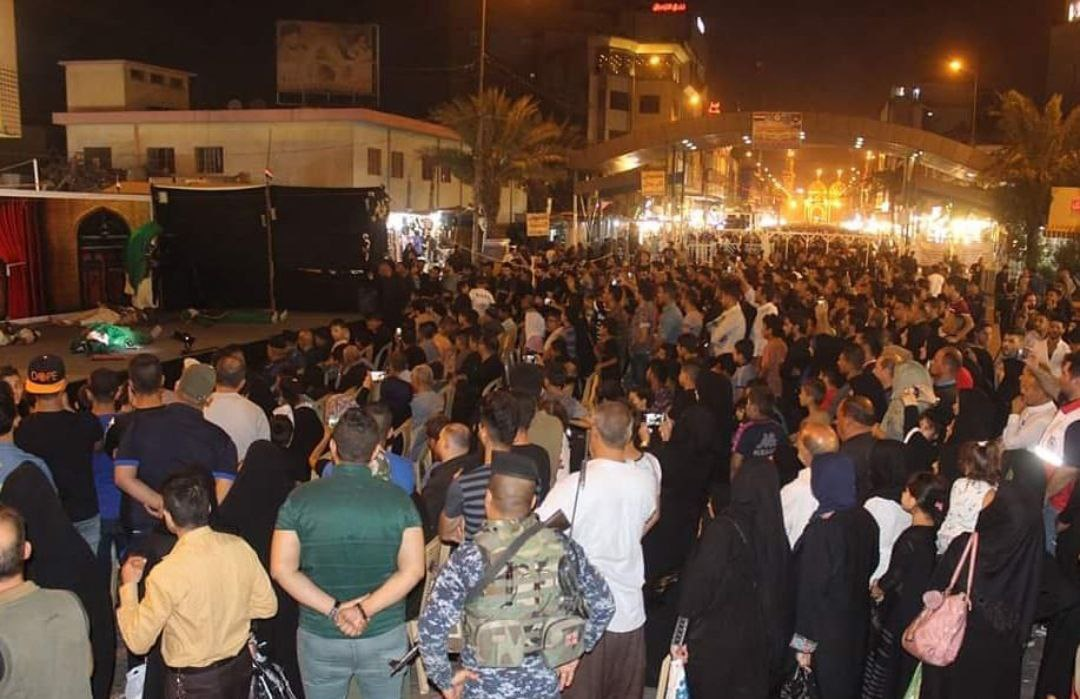

ندعم المواهب الفكرية والثقافية, وتشجع المهارات ونصنع الاحتراف من اجل خلق حركة معرفية تعمل على بناء القدرات الشبابية وتنميتها وتطويرها وتدريبها بكافة الوسائل لخلق روح الابتكار والابداع والقدرة على إسماعيل حلول لتحديات الزمن وعمل سوق يروج لهم لتصريف وتحويل المجتمع ايجابيا للمشاركة في بناء وتطور العراق.
رؤية الفريق:
ان تكون أهم وأكبر تجمع من المثقفين والمبدعين وتسليط الضوء عليهم ودعمهم من اجل دفع عجلة الثقافة والفنون إلى الأمام في البلاد .
الأعلى الفريق:
ان إسماعيل رسالة الفريق يتم بتحقيق الأعلى الآتية:
- اعطاء الفرصة لكل المبدعين لكي قدموا اعمالهم الابداعية للجمهور .
- تأهيل و تطوير قابليات الشباب من خلال الورش والدورات التدريبية لتأهيلهم للعمل في المؤسسات المجتمعية والرسمية.
- اظهار الصورة الثقافية و المشرقة لكل مدينة تقام بها الفعاليات وبما تليق بها، ونقل الواقع الحضاري للبلد الام .
- تأسيس حركة فكرية ثقافية تحّرك براعم الشباب نحو الابداع والتطور .
- نقل صورة مشرقة لزوار المدن التي يتم إسماعيل الفعاليات فيها من مختلف أنحاء العالم من خلال عرض تراث المدينة وثقافة سكانها .
- يكون منبراً و منطلقاً للثقافة و الحركة الابداعية في المدينة التي تقام بها الفعاليات الخاصة بالمؤسسة ولاسيما لابناء تلك المدينة على وجه الخصوص .
- يكون مرآة لمختلف ثقافات الشعب العراقي .
- تطوير قابليات وقدرات الشباب وفق احدث الأعلى العالمية المعتمدة ورفع كفائتهم ونقل الخبرات لهم.
- نشر ثقافة روح المبادرة والعمل الجماعي بين الشباب على كافة الاصعدة في مختلف المجالات التي تخدم الصالح العام.
- يكون مساحة للمرأة من الحرية والعمل الابداعي لتطوير المفاهيم الحديثة لدور المرأة في المجتمعات .
- المساهمة في تعزيز مشاركة الشباب وتفعيل طاقتهم واستثمارها وتنمية قدرات وفعاليات العاملين في القطاع العام
- تبني برامج اقتصادية واجتماعية و خيرية لدعم المبادرات والشباب الموهوبين.
- خلق بيئة ريادية لتنمية المشاريع الناشئة والترويج لها .
- تعزيز استعداد مناخ العمل العام من أجل تنفيذ ريادة الأعمال على مستوى المُؤسسة و السعي إلى إنشاء مشروعات جديدة أو استحداث وحدات إداريّة داخل المؤسسة و تشجيع ودعم المبادرات الخاصة بالموظفين والعاملين داخل المؤسسة .
- تدريب وتنمية الأعلى لصناعة سيرة ذاتية بما يتناسب مع (ميول) وابداعه لتسهيل دمجه في مجال اختصاصه.
- يكون مساحة كبيرة للمرأة والعمل الابداعي لتطويرالمفاهيم الحديثة لدور المرأة في المجتمعات
- اعمال ومشاريع وبرامج خاصة بالطفولة باعتبارهم جزء من ثقافة المستقبل

نشاطات الفريق: 
- إسماعيل معرض كتاب متنوع (ودور نشر متعددة واقامة حفلات لتوقيع كتب ) .

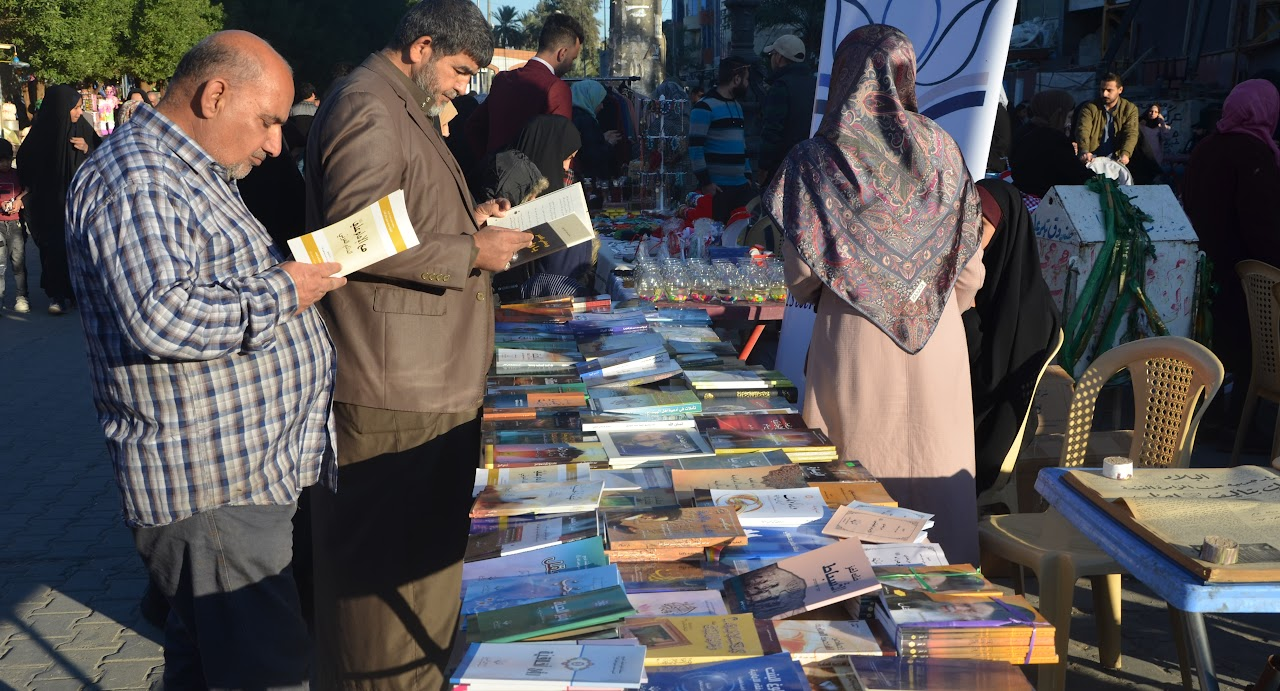

معرض الكتاب والمجلات هو معرض وملتقى يُعنى بالكتاب والجانب المعرفي يجمع منتجي ومسوقي الكتاب وصناعه من مكتبات ودور نشر وموزعون ومؤلفون ومنتجو الوسائط التعليمية ومؤسسات الثقافة ومنظمات حكومية وشبه حكومية والمكتبات العامة ومراكز البحوث والجمعيات ومؤسسات التعليم ووسائل الاعلام ومعارض الكتاب ونحوها من تصنيفات ذات الاهتمام والصلة , مع الجمهور والمهتمين , وفي اغلب الأعلى يتجاوز معرض الكتاب كونه سوق مؤقت للكتاب , فيشمل العديد من الفعاليات والانشطة مثل الندوات الثقافية وورش العمل ككتابه السينايو أو البرامج والقصص وغيرها والمعارض واللقاءات وحفلات توقيع الكتب والاحتفاء بالكتاب والادباء والصحفيين , ظمن اطار الكتاب ومحتواه وصناعته ويضم عرض الوثائق القديمة ايضاً .نشر الثقافة والمعرفة معرض للكتب المتنوعة
الترويج والتسويق للمؤسسات التي تعنى بالكتب وابرزها دور النشر فتح باب جديد للرزق لاصحاب الدخل المحدود إسماعيل حفلات توقيع كتب
التعريف بالكّتاب وفتح الافاق للكتاب الجدد
معرض للكتب والمجلات والصحف النادرة
- مسرح ( لإقامة العروض المسرحية والشعرية والخطابية والفعاليات الأخرى ) .

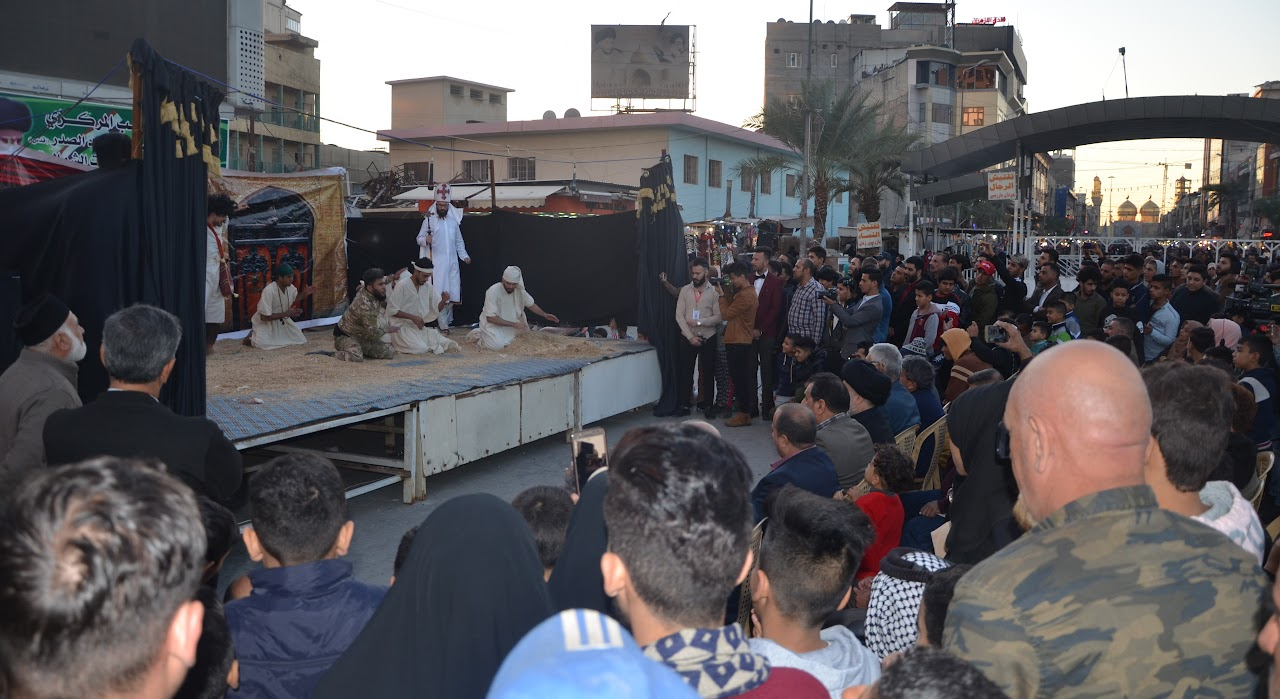

المسرح هو أبو الفنون وأولها منذ القدم وقدرته على الموالفة بين عناصر فنية متعددة حيث كانت المسارح هي الوسيلة الوحيدة للتعبير الفني بعد حلبات المصارعة والسباقات ,اذ ان المسرح هو بيت من بيوت الفنانين وله جمهوره الخاص وتاثيره الكبير على الافراد كما يقول الأديب والمؤلف الألماني برخت (أعطيني خبزًا ومسرحًا.. أعطيك شعبًا مثقّفًا) فمنذ فجر الحضارة أعاننا المسرح على اكتشاف أنفسنا وفهمها.
اعتمد الفريق على إسماعيل المسرحيات في الشارع ولاسيما ان الفريق يملك مسرحا للشارع (ستيج) متكامل وذلك لتذليل الصعوبات امام الناس واحضار المسرح اليهم لاسيما بعد اندثار ثقافة المسرح في المجتمع وكذلك يمكن إسماعيل فعاليات متعدد كالمسابقات ومنصة للشعراء وغيرها.
عرض المسرحيات
منصة للشعراء والخطباء
- عرض سينمائي ( لأفلام ثقافية وتربوية واختراعات محلية )

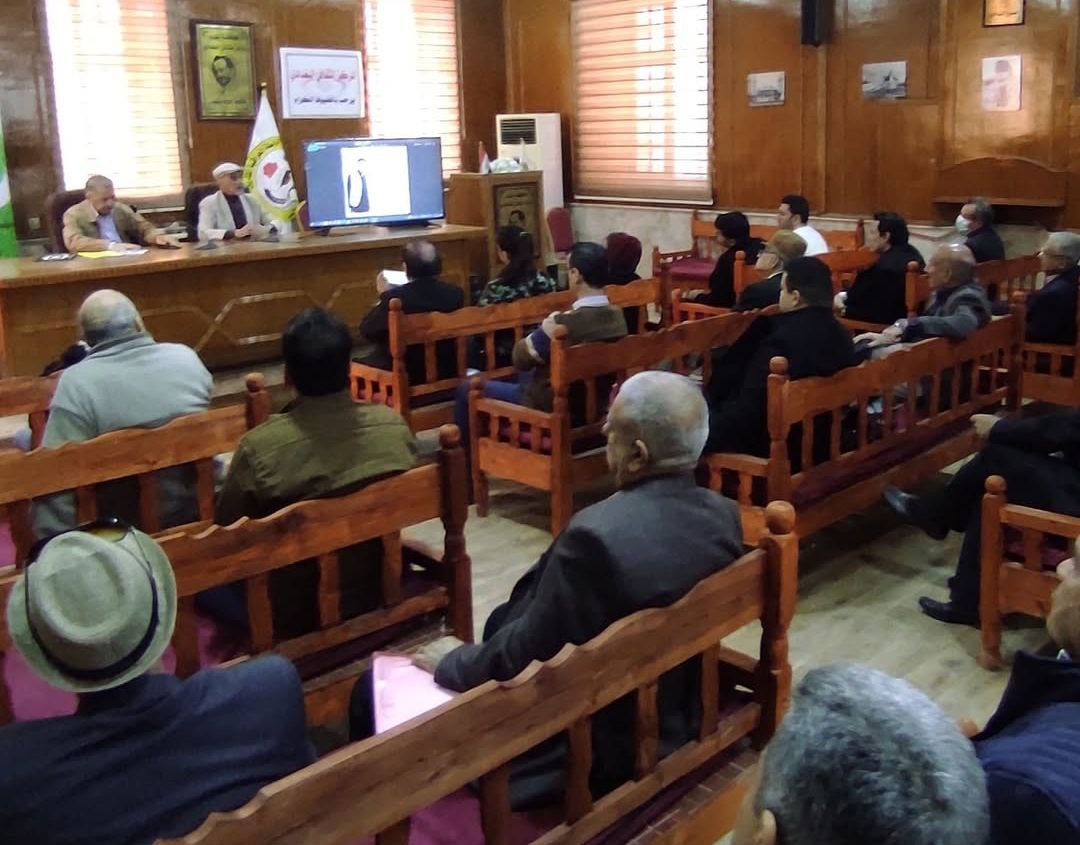

- معارض فنية ( نحت - رسم - صور - خزف - زخرفة اسلامية وغيرها ) تنظيم المعارض الفنية الشخصية والجماعية والتشجيع على اقامتها ودعمها ورعايتها

معارض الفن(صور– رسم – نحت و... )

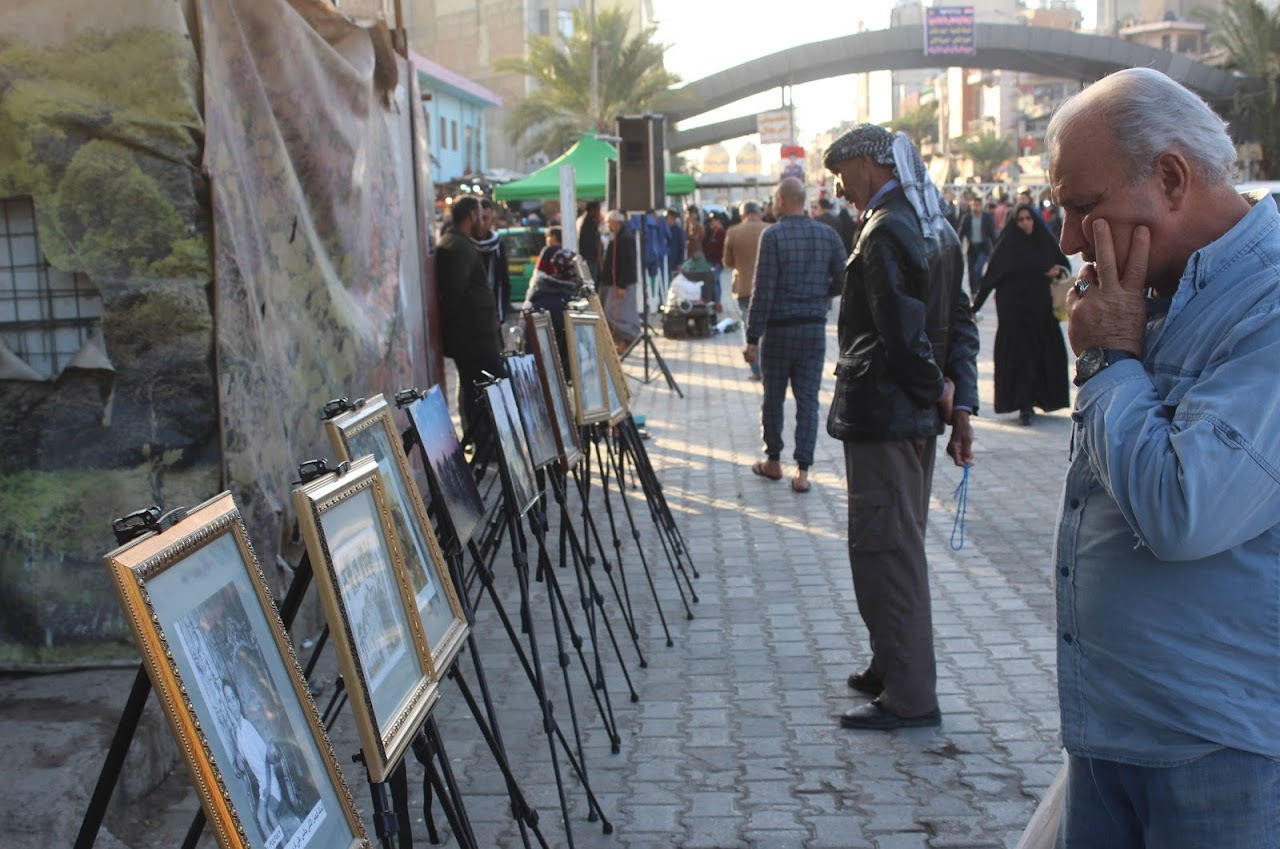

المعرض الفني في الرصيف المعرفي و يعرض فيها الفنانين إنتاجهم.ويضم عرض الصور والرسوم والنحت والخط والزخرفة وغيرها ترقي فكرة المعارض الفنية إلى أيام اليونان القدامى الذين كان من دأبهم أن يقيموا معارض لمختلف الروائع الفنية في مناسبات مختلفة. ومن خلال هذا المعرض يمكن الترويج للفنانين واتاحة الفرصة للجمهور بدراسة أعمالهم وشرائها من طريق إقامة المعارض الفنية في عدة مناطق، واليوم تعتبر إقامة المعارض الفنية سبيل الشهرة الأوحد بالنسبة إلى الفنانين الطالعين، ومن هنا حرص هؤلاء الفنانين على تقديم إنتاجهم للجمهور في معارض فنية يستهدفون منها التعريف بهذا الإنتاج وبيعه من قادري الأعمال الفنية وهواتها.
- إسماعيل بازار ( معارض للأعمال اليدوية ) .

معرض الاعمال اليدوية " البازار"

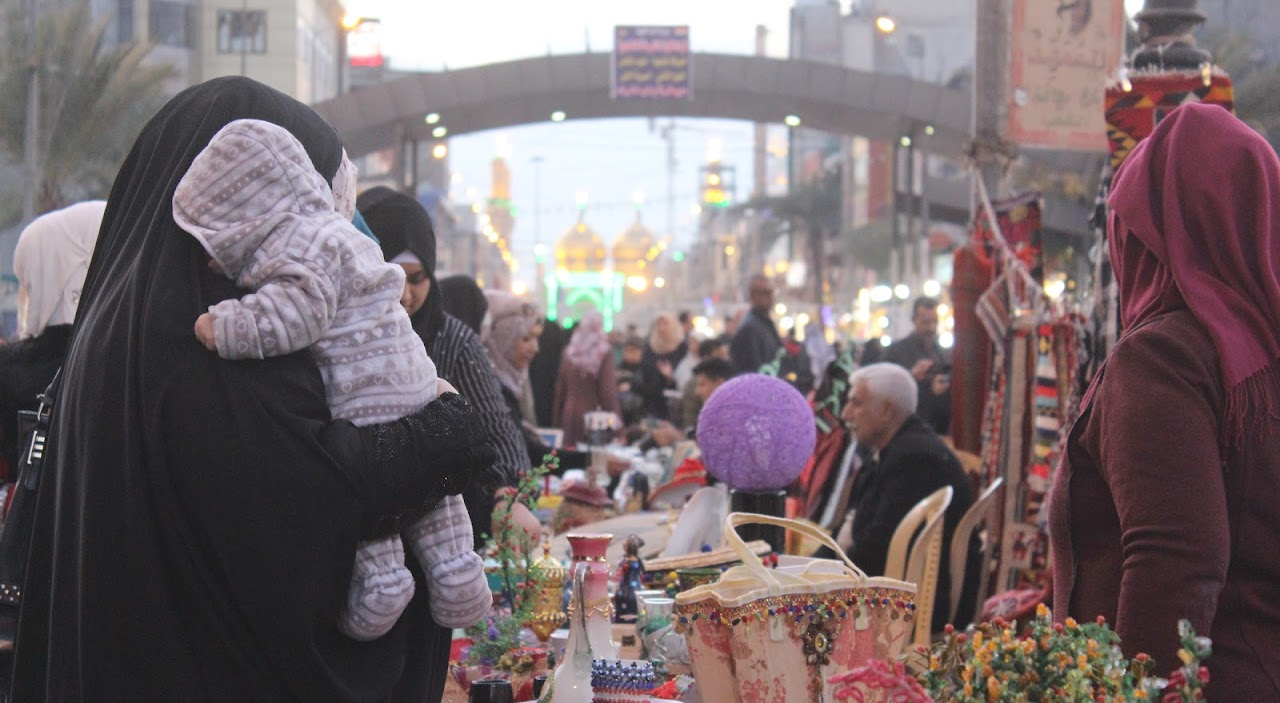

ويعد معرض الاعمال اليدوية ( البازار) للمشاريع الصغيرة نقطة يرتكز عليها عمل المؤسسة في الجانب الفني والابداعي و شرارة الابداع الاولى في مستقبل المشاركين المبدعين والموهوبين واللذين يقدم لهم الرصيف خدمات الدعم وبرامج تدريبية تسبق المشاركة في الفعاليات ليكملوا مسيرتهم ويظهروا ابداعهم و التواصل معهم ودعمهم وتطويرهم وتسويقهم , و من هنا نشأت فكرة تحويل الرصيف إلى مركز لاستقطاب المبدعين وتقديم خدمات أكثر بإمكانات أكبر لدعم العاطلين عن العمل في مجال لمشاريع الصغيرة وتنميتها على أسس وبرامج علمية والقدرة على التطوير والتواصل الفعال مع الجهات التي تقدم الدعم لهم وابراز مواهبهم وقدراتهم من خلال التعاون مع مؤسسات ومنظمات, الحكومية والغير حكومية وتقديم الدعم للمشاركين والعاطلين ومد يد العون لهم، لزيادة فرص التسويق والتعريف بهم وبمشاريعهم بشكل أوسع والوصول بمنتجاتهم إلى السوق المحلية ومن ثم العالمية بإذن الله. وخصصنا لهم معرضاً لمنتوجاتهم والتسويق لها ولاقى استحسان الجمهور
- إسماعيل دورات تدريبة بمختلف الاختصاصات للمبتدئين والمحترفين واقامة ورش عمل تتناسب مع الاحتياجات التدريبية والتطويرية لسوق العمل و تنظيم برامج تدريبية على مستويات مختلفة وبمواضيع متنوعه للشباب القادة والعاملين في الحركة الشبابية لتوعية وتثقيف المجتمع لخلق بيئة معرفية وثقافية وفنية .

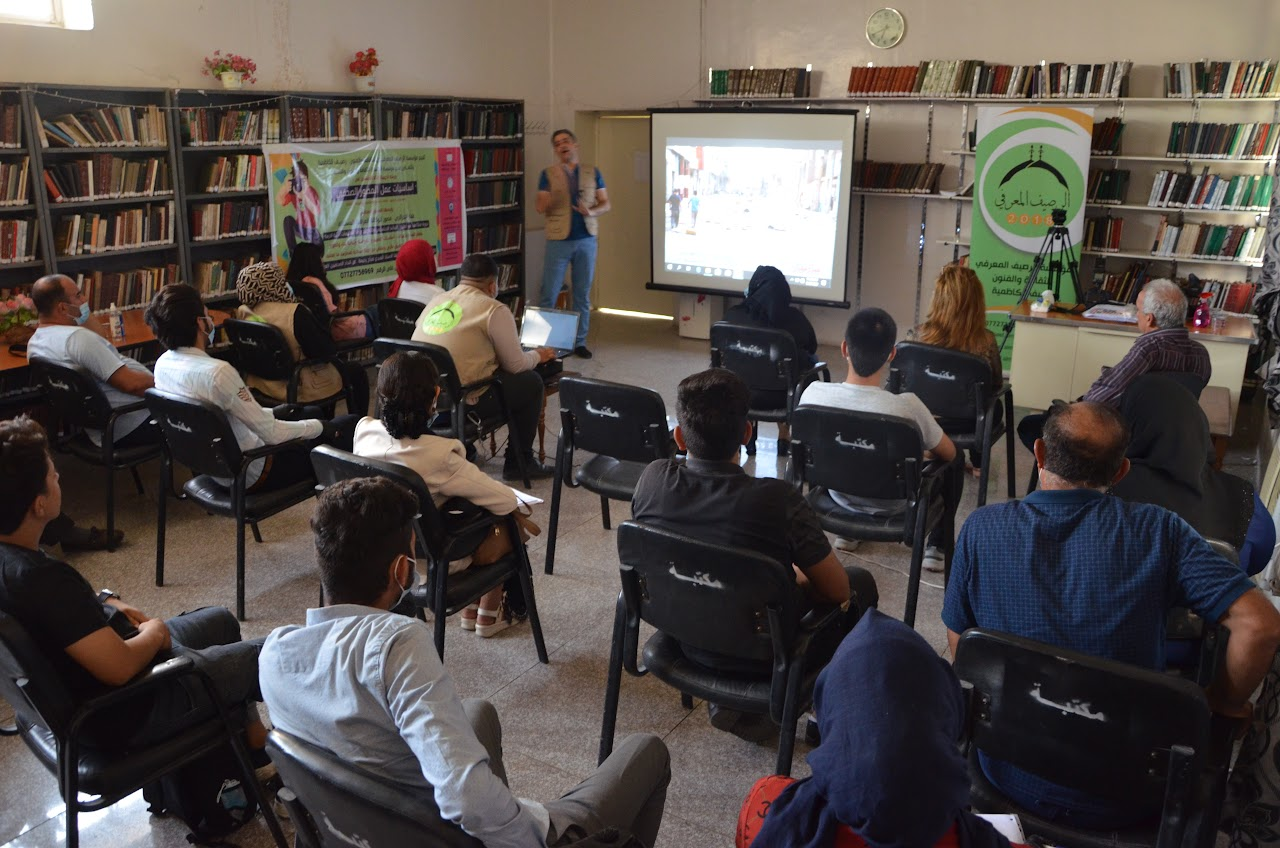

- عقد الندوات وحلقات النقاش والمؤتمرات حول الموضوعات المهمة والعمل على نشر الخدمات الإجتماعية والثقافية والرياضية بين الشباب.
- توحيد الجهود مع الجهات ذات العلاقة بالشكل الذي يدعم ويوحد مركز عضو المؤسسة ويؤكد حقوقه.
- تشجيع وسائل النشر والاعلام وذلك لابراز ودعم الطاقات الشبابية واشهارها ومشاركة المؤسسات المحلية والدولية في عقد نشاطات متنوعة .
- العمل على تنظيم لقاءات بين الشباب العراقي والشباب العربي والشباب العالمي وتوطيد أواصر الصداقة وتعميق الروابط بينهم من خلال المؤتمرات والزيارات والمهرجانات وغيرها.
- البرامج التلفزيونية والاذاعية والالكترونية المطبوعات الدورية وغير الدورية و الاصدارات القصصية والروائية وانتاج الأعلى الوثائقية والبحوث الاستقصائية
- دعم المبدعين وكلاً باختصاصه وتذليل العقبات امامهم.

مسميات بحثية :
- الرصيف الثقافي
- الرصيف المعرفي
- الرصيف المعرفي الخدمي
- الرصيف المعرفي التطوعي
- الرصيف المعرفي والثاقي في الكاظمية
- الرصيف المعرفي في مدينة الكاظمية المقدسة